# Six Magics
Six Magics es una banda chilena de power metal, formado inicialmente por Pablo Stagnaro, Erick Avila, Nicolás Espinoza, Juan Pablo Pizarro y Sergio Villarroel.

## Biografía
En un principio, Erick componía la música y los arreglos mientras que Juan Pablo Pizarro y Sergio Villarroel escribían las líricas; en ese momento las letras de sus canciones eran cantadas en español. Después de un año, grabaron cuatro canciones, las cuales se transformaron en el EP "Trilogía de un guerrero".
En 1998, Juan Pablo Pizarro dejó la banda para radicarse en Francia. Entonces un nuevo bajista, Rodolfo Sánchez, se integró a Six Magics. En 1999 se produjo un segundo cambio: Sergio Domínguez ingresó como el nuevo vocalista. Con esta reciente formación más un nuevo integrante, Sebastián Carrasco, en teclados, Six Magics comenzó a componer las líricas en inglés y todo el potencial de la banda dieron vida a una nueva propuesta: el grabar un L.P profesional.
Mientras se encontraban trabajando en su primera producción profesional, tuvieron la oportunidad de ser teloneros de la banda finesa Nightwish en julio del año 2000, para luego reiterarlo el 2001 con los italianos Rhapsody Of Fire.
El regreso del grupo a los estudios de grabación fue en enero de 2001, y se dedicaron a líricas con narraciones fantásticas e historias épicas, todo esto con la influencia de dos grandes estilos: el Barroco y el Clásico romántico.
A principios del año 2002 se producen dos cambios fundamentales para la banda: Gabriel Hidalgo como nuevo guitarrista y Mauricio Nader en bajo. Con esta nueva alineación, la banda incursiona en una propuesta acústica, la que es mostrada en un ciclo acústico por Rockaxis, portal Chileno dedicado al metal, el cual tuvo una excelente acogida.
El lanzamiento oficial del disco Dead Kings of the Unholy Valley se realiza en julio de 2002 con una afluencia de público de más de 600 personas. Y luego en este mismo año la banda telonea a Blind Guardian en el Estadio Chile.
Apenas parte 2003, Six Magics se concentra para dar forma a su segundo álbum, el cual sería conceptual acerca de la mitología de la Isla de Chiloé. "The Secrets Of An Island" se llama esta aventura y contiene un sonido más épico, con utilización de coros, instrumentos folclóricos e influencia de la música chilena. Si bien es un disco eminentemente de Power metal, el uso de instrumentos folclóricos e influencia de la música tradicional hispanoamericana, hace que en este disco coqueteen con el Folk metal. Historias del Caleuche, el Trauco, la Viuda, etc., se encuentran en este trabajo temático el cual la banda aprovecha para armar grandes presentaciones con puestas teatrales y decoradas escenografías. En este tiempo, el cantante Cristópher Flores debe reemplazar a Sergio Dóminguez en forma temporal debido a que el último se da un receso para tratarse un problema de salud que lo aquejaba. En 2004 Erick Ávila se las juega con la promoción del álbum y vuela a Alemania, Francia y España para darlo a conocer entre los fanes y los medios especializados de metal, los que le dan una buena crítica a la banda y al disco.
En 2005, el pianista Sebastián Carrasco abandona Six Magics y el conjunto decide no reemplazarlo: se convierten en quinteto. El grupo monta ese año un nuevo show en el Teatro Providencia, el que filman para lo que sería el primer DVD del grupo nacional. Además, viajan a Chiloé a tocar.
Solo recién en mayo de 2006 está listo el DVD titulado "Dead Secrets", pero sufre un atraso por razones técnicas, las que no se solucionan del todo hasta finales de año. Así, "Dead Secrets" se saca a la venta, de manera independiente, en enero de 2007. Paralelamente, Six Magics empieza a trabajar en su tercera placa, cuya producción está dirigida por el estadounidense David Prater (Dream Theater, Firehouse, Fahrenheit). 
En mayo de 2007, Sergio Domínguez, tomó la decisión de alejarse de la banda. Sus motivos se debieron básicamente a que su vida tanto familiar como laboral había ya tomado un curso que no le permitía continuar con el ritmo que la banda tiene en estos momentos y que, de seguro, seguirá por ese estilo. El lunes 16 de junio de 2008, se publicó en su página su nuevo sencillo llamado "Behind the Sorrow", como adelanto de su nuevo disco, "Animal". Ellos volvieron a escena el sábado 12 de julio en el Cine arte de Viña del Mar donde solo presentaron Behind The Sorrow como tema nuevo. El 29 de agosto salió a la venta con un stock de 400 copias el tercer disco de la banda chilena; "Animal" fue presentado en sociedad y su lanzamiento con fecha de 11 de octubre fue aplazado hasta nuevo aviso. El 3 de septiembre de 2008 participaron en el primer festival de metal sinfónico realizado en Chile junto a Tarja Turunen y Húsar en el Teatro Caupolicán, en el que presentaron 3 de sus nuevos temas: Carcass, Behind The Sorrow y Lies And Rules con una excelente aceptación del público. En el 2009 su primer concierto fue en la cumbre del rock chileno, que es si no, el más grande festival de rock de todo Chile.
En junio de 2009, Six magics anuncia que Gabriel Hidalgo deja la banda para viajar a EE. UU. y especializarse en posproducción de audio, así que se integra a la banda el guitarrista de la banda Dethroner, Gonzalo Astudillo, quien es presentado el mismo mes de junio en la sala SCD de plaza Vespucio para el aniversario de los 12 años de la banda.
En 2010 Six Magics ha firmado contrato con Coroner Records para el lanzamiento de su tercer disco titulado “Behind the Sorrow”, agendado para mediados de febrero de 2010.
Después de su increíble éxito en Sudamérica con sus álbumes anteriores y de haber compartido escenario con bandas como Nightwish, Blind Guardian y Rhapsody of Fire, el quinteto liderado por su vocalista femenina está listo para abordar el resto del mundo con su nuevo álbum, producido, mezclado y masterizado por el productor americano David Prater, el hombre detrás de la consola en álbumes como “Images & Words” y “A change of Season” de Dream Theater.
Behind the Sorrow, es descrito como un álbum de heavy metal con influencias clásicas y matices progresivos, lleno de momentos orquestales y épicos, ejecutados con una actitud moderna y actual.
Mismo año Coroner Records ha licenciado el álbum “Behind the Sorrow” al sello japonés Howling Bull. El álbum será lanzado en Japón el 28 de abril de 2010, y contendrá como bonus track una versión en vivo del tema “Behind the Sorrow”.
En junio de 2018, Erick Ávila organiza un concierto de despedida, antes de radicarse en Finlandia. En particular, en este concierto vuelve a reunirse la formación original de Six Magics, incluyendo a Nicolás Espinoza, Sergio Villarroel y Juan Pablo Pizarro.

## Miembros

### Actuales
- Elizabeth Vásquez (Vocalista)
- Erick Avila (Guitarra)
- Vicente Salucci (Guitarra)
- Mauricio Nader (Bajo)
- Pablo Stagnaro (Batería)

### Anteriores
- Sergio Domínguez (Voz)
- Nicolás Espinoza (Guitarras)
- Juan Pablo Pizarro (Bajo)
- Sergio Villarroel (Voz)
- Sebastian Carrasco (Teclados)
- Gabriel Hidalgo (Guitarra)
- Pablo Sepulveda (Guitarra)

## Discografía

### Álbumes
- Dead Kings Of The Unholy Valley (2001)
- The Secrets Of An Island (2003)
- Animal (2008)
- Behind The Sorrow (2010)
- Falling Angels (2012)

### Sencillos
- Behind The Sorrow (2008)
- Another Name (2012)

### Demos
- Trilogía de un Guerrero (1996)

### DVD
- Dead Secret (2006)